# Scoparia diphtheralis
Eudonia diphtheralis là một loài bướm đêm thuộc họ Crambidae. Nó được tìm thấy ở New Zealand.
Ấu trùng ăn các loại rêu.